# BB U OK? (canção)
"BB U OK?" (estilizado em caixa baixa) é uma canção de música eletrônica do produtor musical neerlandês San Holo com vocais não creditadas de The Nicholas, lançada como single em 1 de dezembro de 2020 através da Bitbird, gravadora de Holo. Mais tarde, foi revelada como um single de seu segundo álbum de estúdio, BB U OK?.

## Antecedentes
No dia 7 de dezembro, Holo lançou um vídeo mostrando parte da produção de "BB U OK?". Nele, The Nicholas canta a frase "baby you okay?", enquanto Holo procura o tom e a sincronia correta para encaixar a vocal na melodia.
Em 5 de novembro, Holo anunciou uma pausa de suas redes sociais, como uma forma de "limpar sua mente e viver mais no momento". Em seu aniversário, no dia 26, anunciou uma nova canção, "BB U OK?", lançada no dia primeiro do mês seguinte, começando assim "um novo capítulo" na carreira de Holo, segundo ele. Em um comunicado de imprensa, Holo declarou:
| “ | 'bb u ok?' é uma pergunta para você fazer a si mesmo e às pessoas amáveis ao seu redor. A vida é tão acelerada hoje em dia que muitas vezes não temos tempo para responder a essa pergunta de forma genuína. É tão fácil perder o contato consigo mesmo e com as pessoas que você ama. Precisamos de conversas e conexões genuínas para continuar... Então, entre em contato com alguém próximo a você hoje com um simples 'bb, u ok?' | ” |